# Sudoměřice u Tábora
Sudoměřice u Tábora jsou obec v okrese Tábor v Jihočeském kraji. Žije zde 328 obyvatel. 

## Historie
První písemná zmínka o obci pochází z roku 1318.

## Obyvatelstvo
| Rok            | 1869 | 1880 | 1890 | 1900 | 1910 | 1921 | 1930 | 1950 | 1961 | 1970 | 1980 | 1991 | 2001 | 2011 | 2021 |
| -------------- | ---- | ---- | ---- | ---- | ---- | ---- | ---- | ---- | ---- | ---- | ---- | ---- | ---- | ---- | ---- |
| Počet obyvatel | 394  | 281  | 273  | 237  | 305  | 279  | 351  | 331  | 436  | 382  | 332  | 308  | 275  | 312  | 305  |
| Počet domů     | 33   | 34   | 38   | 38   | 41   | 44   | 60   | 74   | 85   | 91   | 88   | 119  | 128  | 131  | 136  |

## Obecní správa
Mezi lety 1869–1921 Sudoměřice u Tábora patřily jako osada obce k Hošticím v okrese Tábor. V letech 1930–1980 byly obcí v okrese Tábor (1930), poté v okrese Votice a později opět v okrese Tábor. Od 1. ledna 1981 do 23. listopadu 1990 patřily jako část obce k Chotovinám a od 24. listopadu 1990 jsou opět samostatnou obcí.

### Obecní symboly
Znak a vlajka byly obci uděleny rozhodnutím předsedy Poslanecké sněmovny Parlamentu České republiky dne 15. listopadu 2005.

## Poloha obce
Sudoměřice leží v průměrné nadmořské výšce 525 metrů v severní části táborského okresu. Katastrální území obce má rozlohu 342 ha, z čehož přibližně 212 ha tvoří zemědělské půda, 79 ha lesní pozemky a 13 ha vodní plocha.

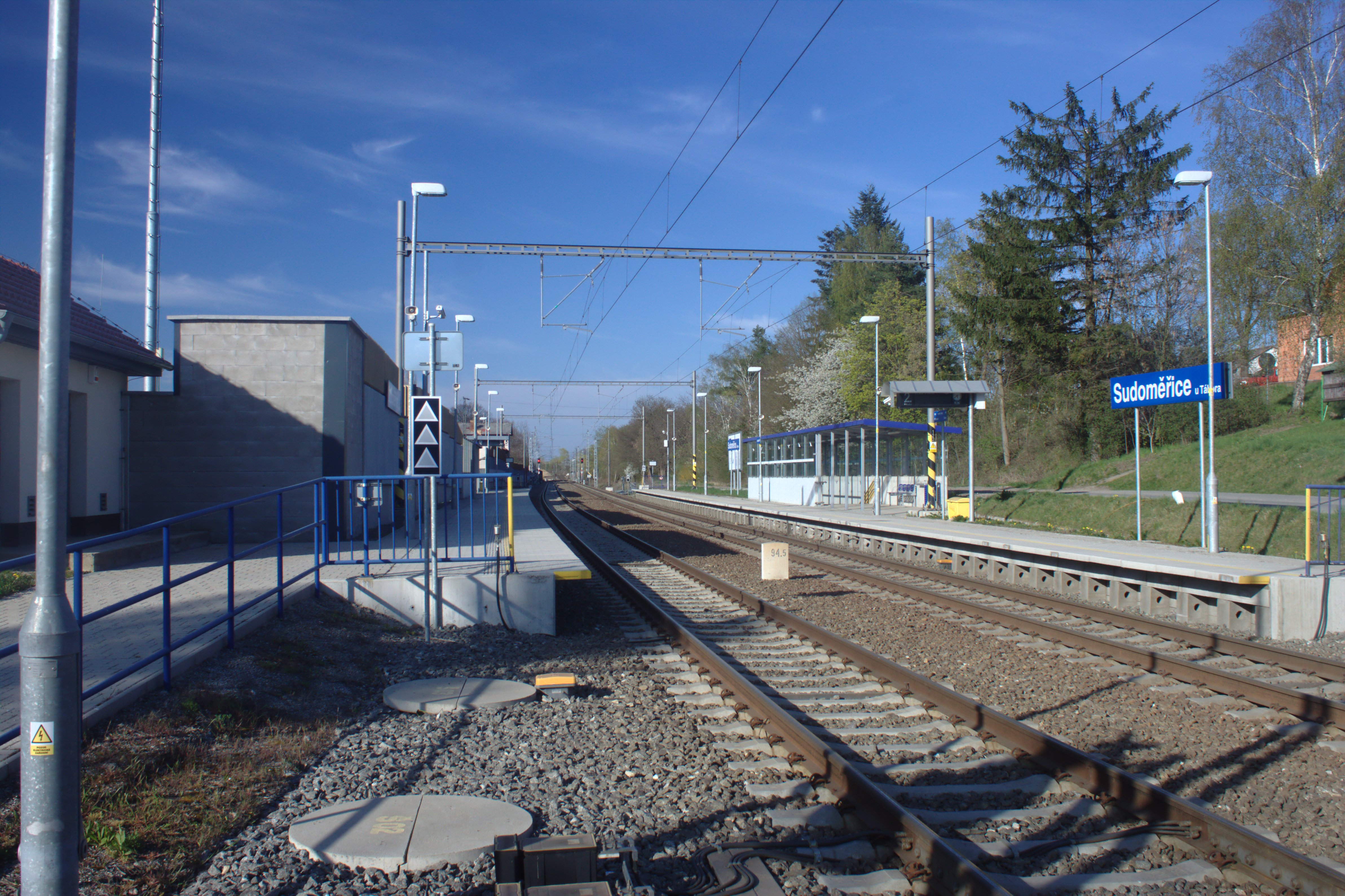
Železniční zastávka Sudoměřice u Tábora

Sudoměřice se nacházejí na spojnici mezi obcemi Miličín a Tábor, podél které vede mezinárodní silnice E55/D3. Obcí prochází železniční trať Praha – České Budějovice, na níž je stejnojmenná zastávka.

## Turistické zajímavosti
- Od Mezna do těsně sousedícího Sudoměřického rybníka, který slouží mj. jako přírodní koupaliště,[9] vtéká Černý potok, jenž dále pokračuje do Košínského potoka.
- Obec ze severozápadu obklopují lesy Lipiny a Černý. Je konečným bodem zelené naučné turistické cesty Mladá Vožice – Sudoměřice u Tábora.
- Mezi místní spolky patří TJ Sokol a Sbor dobrovolných hasičů, v obci je pošta a místní knihovna.

## Významní rodáci
- Josef Fanta (1856–1954), český secesní architekt

## Galerie

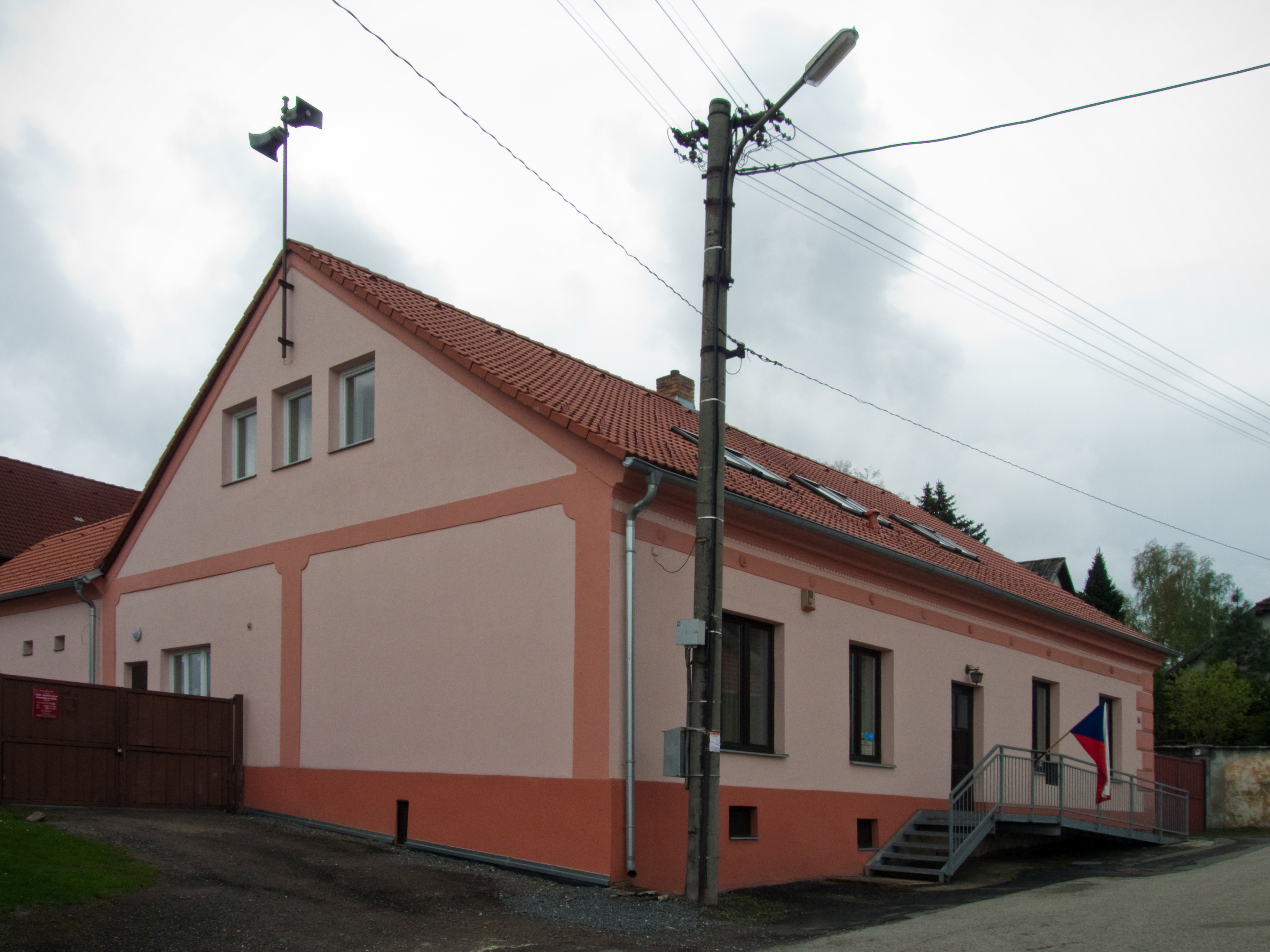
Obecní úřad
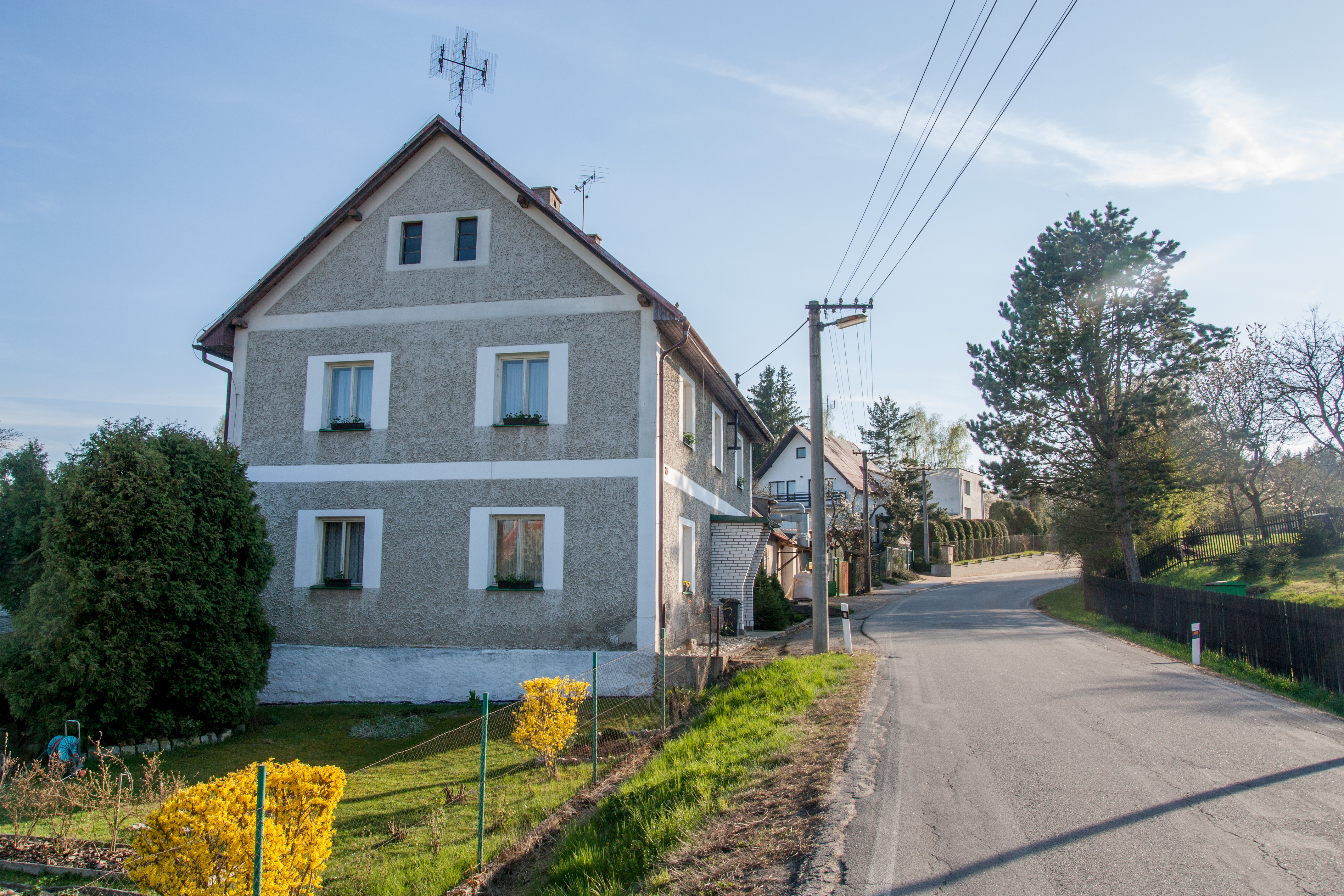
Ulice v Sudoměřicích
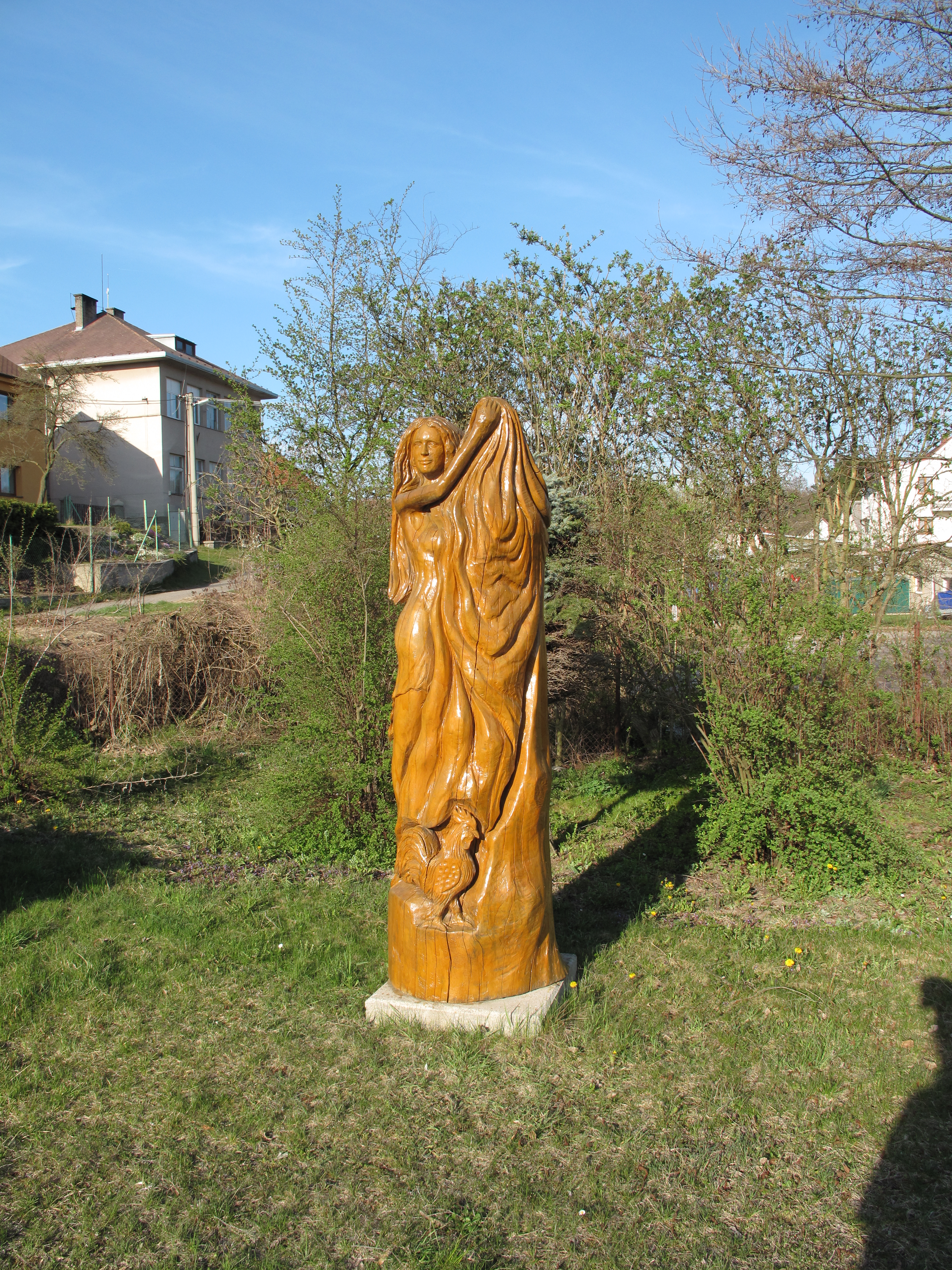
Socha vytvořená z kmene stromu
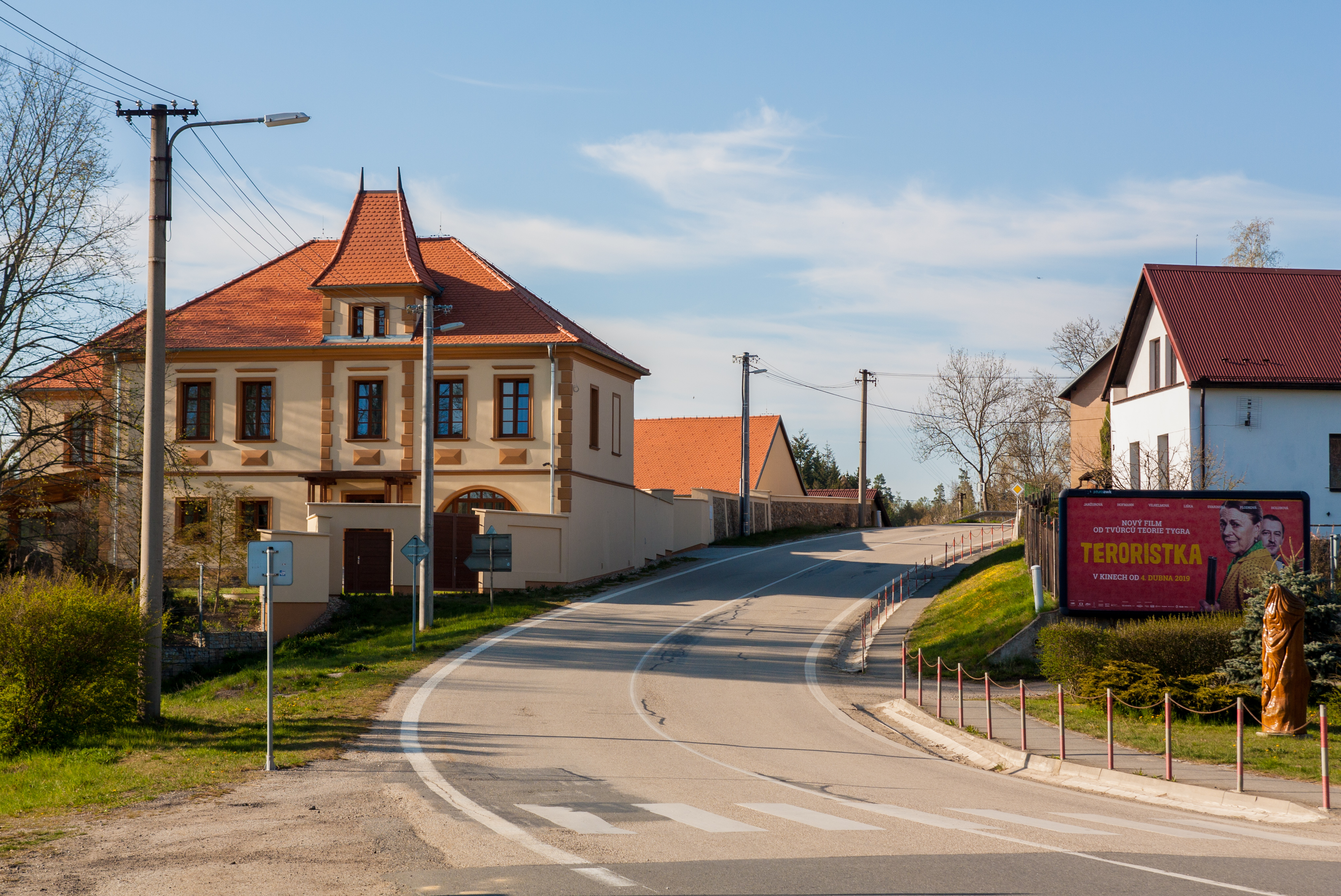
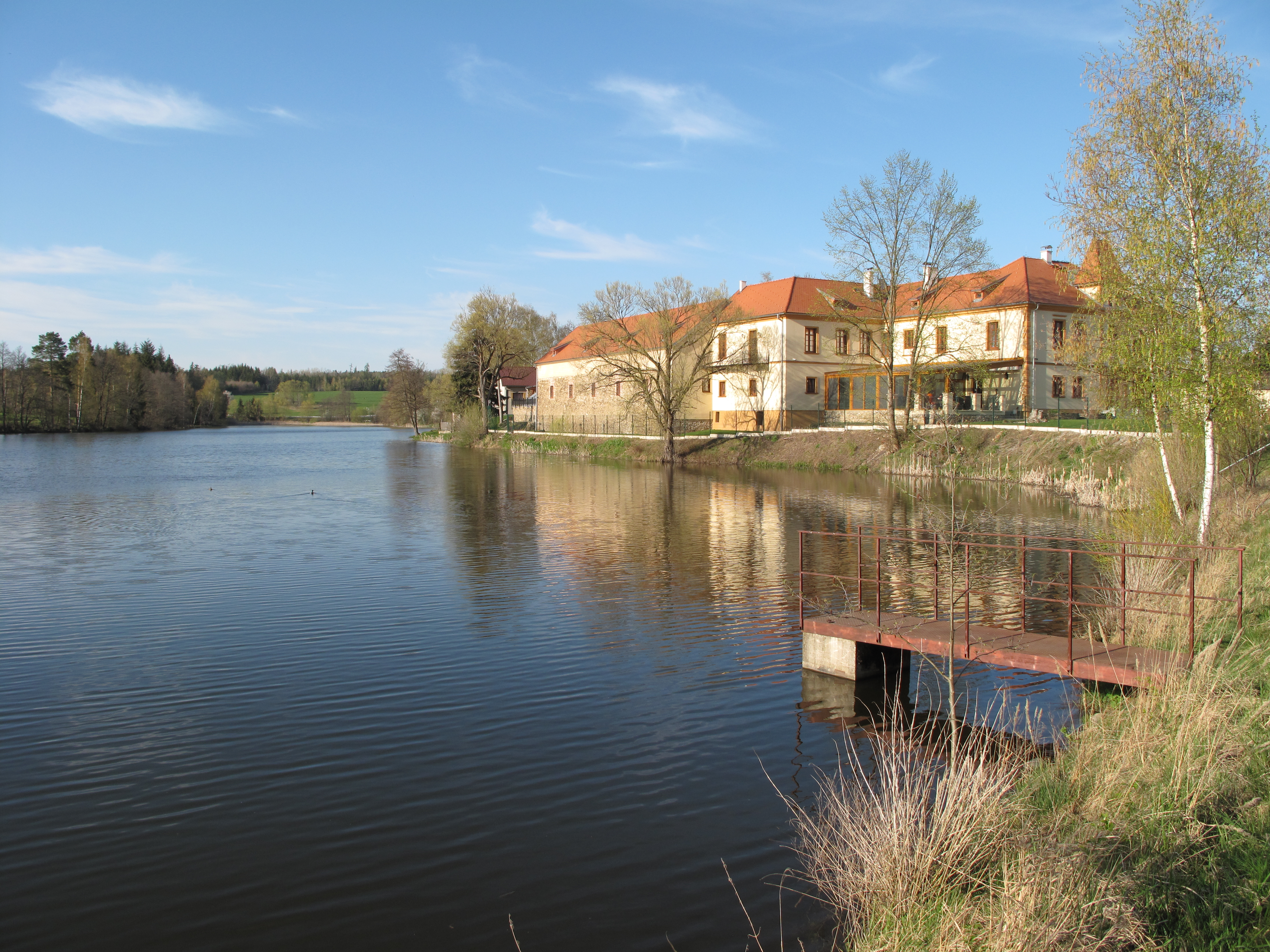
Sudoměřický rybník